# Torkilstöten

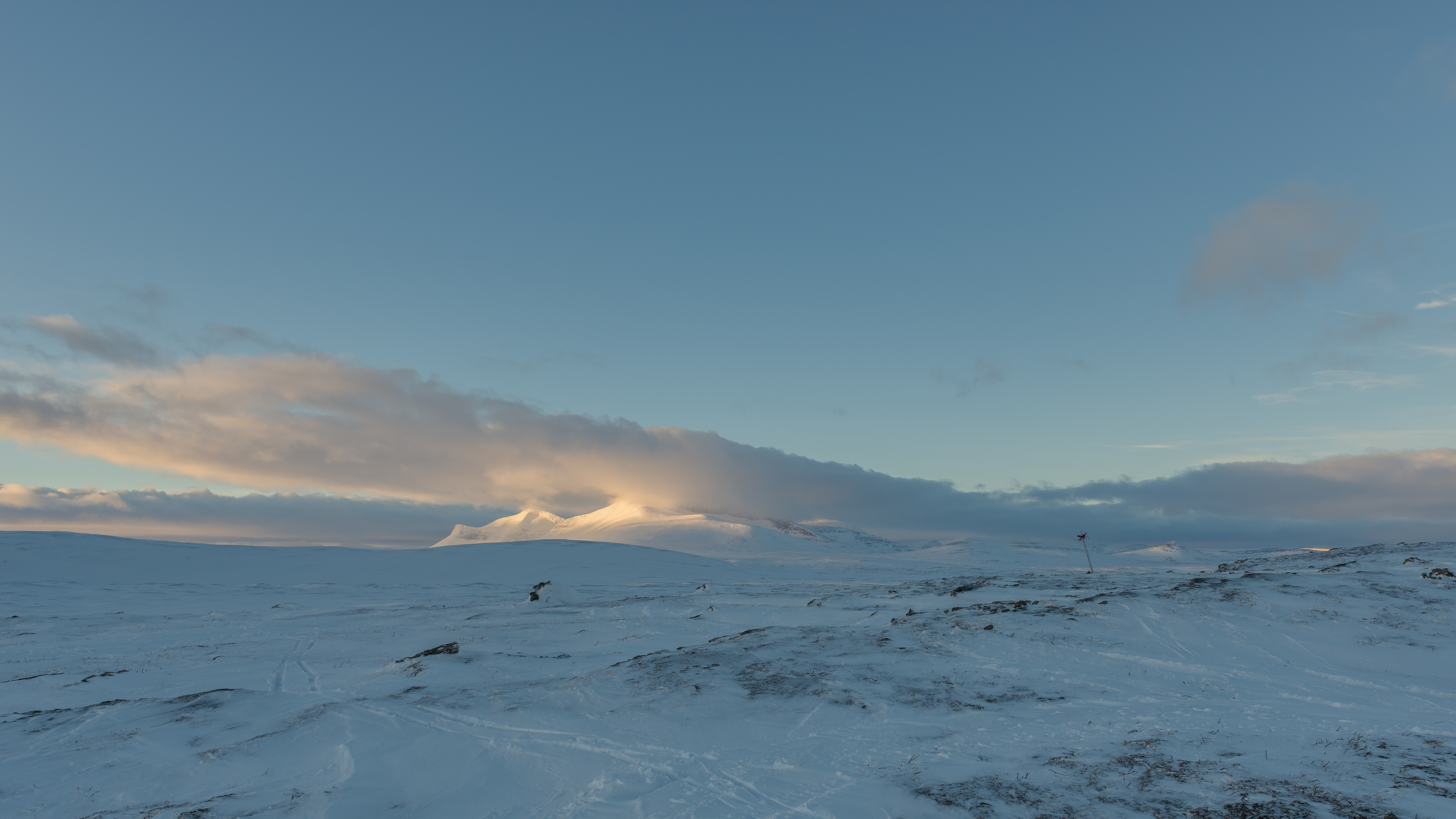
Torkilstöten, Helags i bakgrunden.

Torkilstöten är ett fjäll beläget i Bergs kommun nordväst om byn Ljungdalen i nordvästra Härjedalen. Fjällets topp ligger på 1043 meter över havet och ligger utanför det statliga regleringsområdet. På Torkilstöten ligger det en äldre skidlift som är i drift. Intill liften går det en vinter led som går rakt över fjället och vidare ut mot skoterleden som går mot Helags fjällstation.

## Bilder

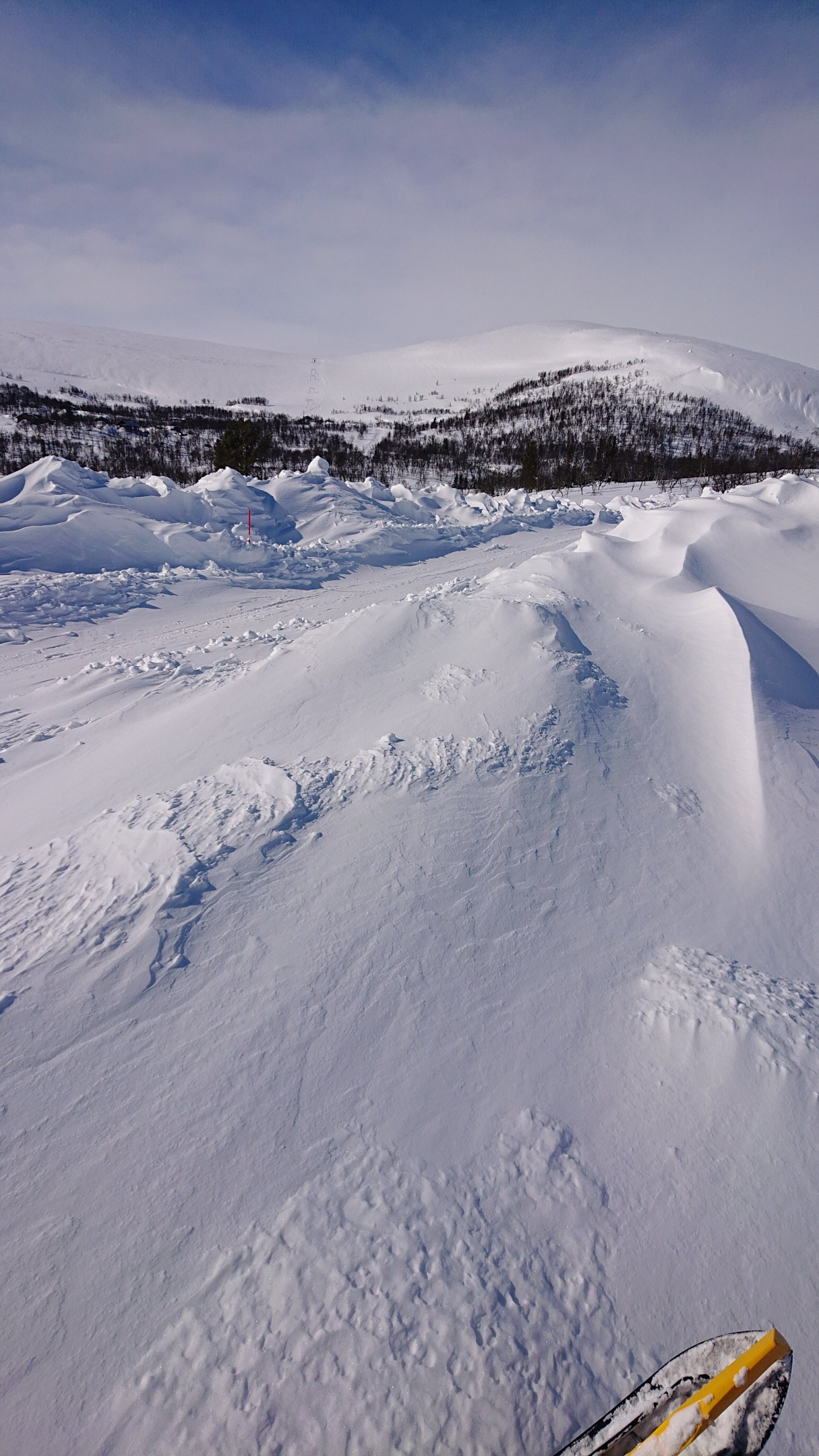
Torkilstöten april 2020
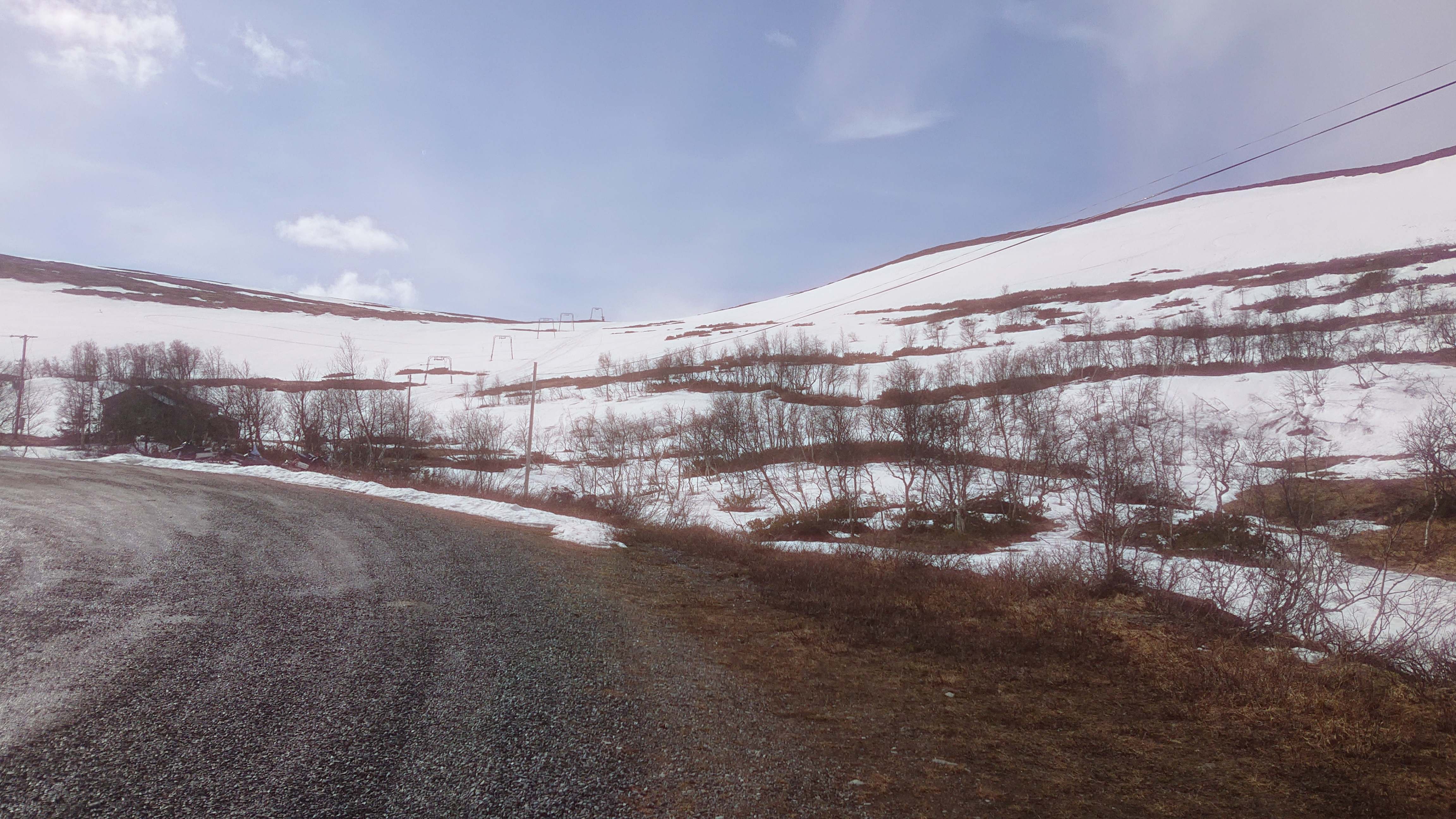
Torkilstötens parkering. juni 2021